# ديفيد ستون مارتن
ديفيد ستون مارتن (بالإنجليزية: David Stone Martin)‏ هو رسام توضيحي ورسام أمريكي، ولد في 13 يونيو 1913 في شيكاغو في الولايات المتحدة، وتوفي في 8 مارس 1992 في نيو لندن في الولايات المتحدة.